# ベラ・バレニー

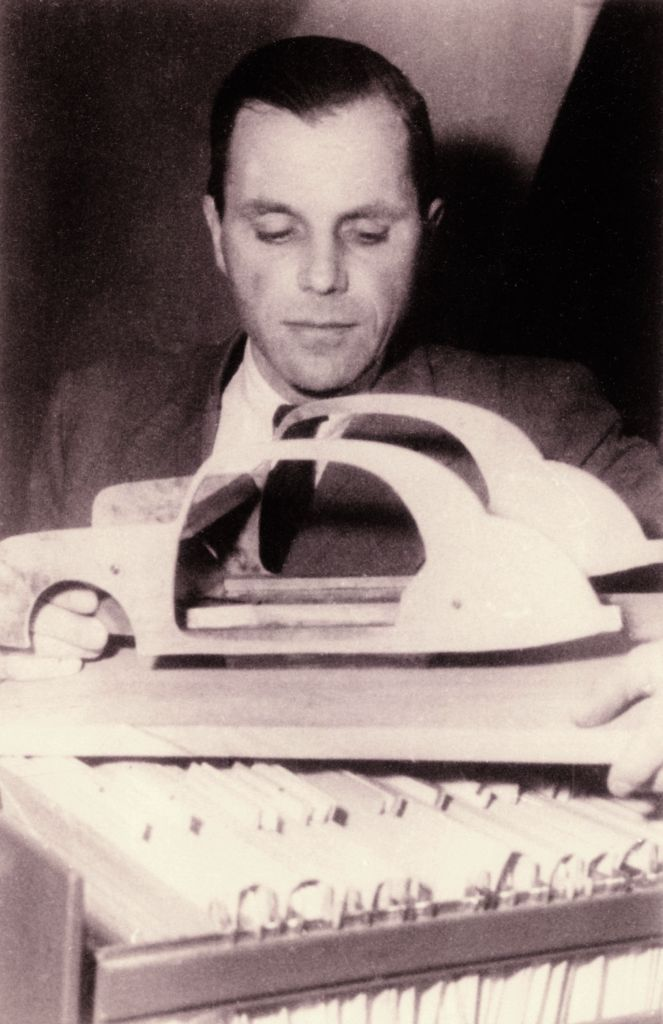
Béla Barényi

ベラ・ヴィクトル・カール・バレニー（Béla Barényi、1907年3月1日 - 1997年5月20日）はオーストリア＝ハンガリー帝国出身の自動車技術者。

## 来歴
1907年3月1日にオーストリア＝ハンガリー帝国で生まれた。幼少時から自動車に親しみながら育ち、ウィーン工科大学の学生だった1925年に大学での研究テーマとして、後年のフォルクスワーゲン・ビートルと同様の概念の空冷水平対向4気筒エンジンをリアオーバーハングに搭載し、トランスアクスルおよびバックボーンフレームと組み合わせた4輪独立懸架の合理的なリアエンジンの乗用車を着想していた。1937年に着想し、ベンツ入社後の1952年に特許を取得したクラッシャブルゾーン等、数々の革新的な機構を考案してダイムラー・ベンツに在籍中の34年間で2,500件の特許を取得して、1994年にはアメリカ・デトロイトの「自動車殿堂」入りを果たした。ゴットリープ・ダイムラー、カール・ベンツ、カール・ボッシュ、ルドルフ・ディーゼル、ハインリヒ・ノルトホフ、フェルディナント・ポルシェに次いでドイツ人としては7人目だった。
1994年10月には日本の雑誌の広告にも登場した。